# Igelbålen
Igelbålen är en sjö i Vingåkers kommun i Södermanland och ingår i Nyköpingsåns huvudavrinningsområde. Igelbålen ligger i naturreservatet Igelbålen och i  Igelbålen Natura 2000-område.